# Eotopus beneficus
Eotopus beneficus är en stekelart som först beskrevs av Shafee 1981.  Eotopus beneficus ingår i släktet Eotopus och familjen sköldlussteklar. Inga underarter finns listade i Catalogue of Life.